# Свети Пантелеймон (Слатина)
„Свети Пантелеймон“ (на гръцки: Μονή Αγίου Παντελεήμονος или  Αγίου Παντελεήμονα) е православна манастирска църква в Егейска Македония, Гърция.

## Местоположение
Манастирът е разположен на километър южно от селото, до селските гробища.

## История
Съществува от османско време. Днес е оцелял единствено католиконът.